# موت قاسي
موت قاسي (بالإنجليزية: Die Hard) هو فيلم حركة تم إنتاجه في الولايات المتحدة وصدر في سنة 1988. الفيلم من إخراج جون مكتيرنان من بطولة بروس ويليس وآلان ريكمان والكسندر جودنوف.

## الميزانية والإيرادات
بلغت تكلفة إنتاج الفيلم حوالي 28 مليون دولار بينما حقق أرباحا تقدر بـ 140.7 مليون دولار.

## وصلات خارجية
- موت قاسي على موقع IMDb (الإنجليزية)
- موت قاسي على موقع ميتاكريتيك (الإنجليزية)
- موت قاسي على موقع الموسوعة البريطانية (الإنجليزية)
- موت قاسي على موقع روتن توميتوز (الإنجليزية)
- موت قاسي على موقع نتفليكس (الإنجليزية)
- موت قاسي على موقع قاعدة بيانات الأفلام العربية
- موت قاسي على موقع ألو سيني (الفرنسية)
- موت قاسي على موقع Turner Classic Movies (الإنجليزية)
- موت قاسي على موقع أول موفي (الإنجليزية)
- موت قاسي على موقع بوكس أوفيس موجو (الإنجليزية)